# Enes Küc
Enes Küc (* 28. November 1996 in Berlin) ist ein deutsch-türkischer Fußballspieler. 

## Karriere
Nach seinen Anfängen in der Jugend von Tasmania Berlin wechselte er im Sommer 2013 in die Jugendabteilung des VfL Bochum. Nachdem er für die zweite Mannschaft der Bochumer seine ersten Einsätze im Seniorenbereich bestritten hatte, wechselte er im Sommer 2015 in die Regionalliga Nord zur zweiten Mannschaft des Hamburger SV. Nach zwei Spielzeiten wechselte er in die Regionalliga Nordost zum Berliner AK 07.
Im Sommer 2018 erfolgte sein Wechsel zum Drittligisten Würzburger Kickers. Dort kam er auch zu seinem ersten Einsatz im Profibereich, als er am 25. September 2018, dem 9. Spieltag, beim 2:1-Heimsieg gegen den SV Meppen in der 75. Spielminute für Fabio Kaufmann eingewechselt wurde. Es folgten 17 weitere Berücksichtigungen, davon eine im Toto-Pokal; im Anschluss an die Saison wurde der Vertrag des Mittelfeldspielers aufgelöst und er erhielt beim Nordost-Regionalligisten Berliner AK 07 erneut einen Einjahresvertrag.
Ab September 2020 bis war er für den Regionalligisten FC Viktoria 1889 Berlin aktiv.
Im Sommer 2023 wechselte er in die vierte türkische Liga zu Alanya Kestelspor, im Juli 2024 kehrte er zu den Würzburger Kickers nach Deutschland zurück. Ende September 2024 teilten die Kickers mit, dass der Vertrag mit Küc im beiderseitigen Einvernehmen wieder aufgelöst wird.